# Landwirtschaftlicher Central-Verein der Provinz Sachsen

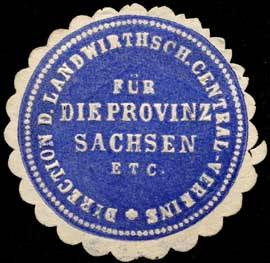
Siegelmarke Direction des Landwirthschaftlichen Central-Vereins für die Provinz Sachsen etc.

Der Landwirtschaftliche Central-Verein der Provinz Sachsen war eine Bauernorganisation in der Provinz Sachsen.

## Geschichte
Im Jahr 1842 schlossen sich die landwirtschaftlichen Vereine der Provinz Sachsen zum Landwirtschaftlichen Central-Verein der Provinz Sachsen zusammen. Später wurden auch die Zentralverbände der Herzogtümer Anhalt und Gotha mit dem Central-Verein zusammengeschlossen.
Um 1854 waren der Direktor Emil Freiherr von Reibnitz (1805–1868), Vize-Direktor Carl Moritz von Beurmann und der Landrat Heinrich von Helldorff, führend als ordentliches Mitglied der Central-Direktion, in der Leitung des Landwirtschaftlichen Central-Vereins für die Provinz Sachen und Anhalt tätig.
1859 gründete der Landwirtschaftliche Central-Verein der Provinz Sachsen für wissenschaftliche Forschungen und Untersuchungen  die Versuchsstation in Salzmünde. Leiter war Johann Gottfried Boltze, der auch Räumlichkeiten und Felder zur Verfügung stellte. 1865 wurde die Versuchsstation nach Halle verlegt. 1859 bis 1866 leitete Hubert Grouven (1831–1884) die Station und schuf teils wegweisende Werke zur Feldforschung. Der wichtigste Leiter der Versuchsstation war Max Maercker (1842–1901), der von 1871 bis 1901 das Institut leitete. 1874 erhielt die Versuchsstation ihr eigenes Institutsgebäude in Halle. 1895 wurde die Landwirtschaftskammer für die Provinz Sachsen in Halle gebildet. Diese übernahm die Agrikulturchemische Versuchsstation.
Im Central-Verein waren Ende des 19. Jahrhunderts 106 Einzel-Vereine organisiert, Gesamtmitgliederzahl 14.170. Wilhelm von Nathusius blieb bis zur Umwandlung in die Provinzial-Sächsische Landwirtschaftskammer im Jahr 1896 der Direktor.

### Zeitschrift des Landwirtschaftlichen Central-Vereins der Provinz Sachsen
Seit seiner Gründung gab der Verein die „Zeitschrift des Landwirtschaftlichen Central-Vereins der Provinz Sachsen“ heraus.

## In der Zeit des Nationalsozialismus
Nach der Machtergreifung der Nationalsozialisten 1933 wurde der landwirtschaftliche Verein und die Landwirtschaftskammer gleichgeschaltet und in den Reichsnährstand bzw. die Landesbauernschaft Sachsen-Anhalt überführt. In der SBZ entstand daraus 1945 die VdgB Sachsen-Anhalt.

## Weitere Literatur
- Z. v. Lingenthal: Beiträge zur Agrastatistik der preußischen Monarchie, in: Separat-Abdruck aus der Zeitschrift des Landwirtschaftlichen Central-Vereins der Provinz Sachsen, Jg. 1859., Eduard Heynemann, Halle 1860. Digitalisat
- Rudolph Stadelmann: Ueber das Bedürfniß der Landes-Cultur für den Erlaß eines Gesetzes zum Schutz der nützlichen Vögel, Denkschrift, d. Kgl. Min. f. d. landwirtschaftl. Angelegenheiten eingereicht v. d. Central-Verein d. Provinz Sachsen, Otto Hendel, Halle 1867.